# Juin 1890

## Événements
- 5 juin, Canada : élection ontarienne. Les libéraux de Oliver Mowat remporte une sixième majorité consécutive.

- 16 juin :
  - Érection du Diocèse d'Alexandria-Cornwall en Ontario.
  - Louis Archinard prend Koniakary.

- 17 juin : le libéral Honoré Mercier est réélu au Québec avec une majorité accrue.

- 24 juin : contre réforme des zemstvos en Russie. Modification du régime électoral (accroissement de la représentation nobiliaire, restriction du vote paysan, renforcement du contrôle administratif).

- 26 juin (Espagne) : les Cortes sont élus au suffrage universel masculin.

## Naissances
- 6 juin : Henri Bellivier, coureur cycliste français († 14 mars 1914).
- 9 juin : Marie Gérin-Lajoie, féministe († 7 janvier 1971).
- 10 juin : François Bovesse, homme politique belge († 1er février 1980).
- 12 juin : Egon Schiele, peintre et dessinateur autrichien († 31 octobre 1918).
- 16 juin : Stan Laurel, acteur américain († 23 février 1965).
- 21 juin : Luis Freg, matador mexicain († 12 novembre 1934).
- 28 juin : Kay Laurell, actrice et mannequin américaine († 31 janvier 1927)

## Décès
- 13 juin : Johann Georg Hiltensperger, peintre d'histoire et professeur à l'Académie des beaux-arts de Munich (° 21 février 1806).